# Anglicaanse Kerk van Oeganda
De Anglicaanse Kerk van Oeganda (Engels: Church of Uganda) is een kerk in Oeganda die deel uitmaakt van de Anglicaanse Gemeenschap. 

## Geschiedenis
De kerk is voortgekomen uit het werk dat de Church Missionary Society sinds 1877 verrichtte. Aanvankelijk vestigden de missionarissen zich aan het hof van kabaka (koning) van Boeganda. De heersende kabaka Mutesa I stond missionarissen toe zich bij het hof te vestigen als tegenwicht voor de reeds aanwezige katholieke en moslimmissionarissen. Zijn opvolger kabaka Mwanga II stelde zich vijandiger op en zette missionarissen het land uit en dwong zijn onderdanen het christendom te verlaten op straffe van de dood. In 1885 werden drie Oegandese anglicanen geëxecuteerd en de pas aangekomen aartsbisschop van Oost-Equatoriaal Afrika, James Hannington, werd samen met zijn gevolg gevangengezet. De bisschop werd later geëxecuteerd. Al snel begon op bevel van de kabaka een vervolging van christenen. Degenen die in deze periode het leven lieten zijn gekend als de martelaren van Oeganda. Deze gebeurtenissen leidden tot een escalatie van de machtsstrijd, de tussenkomst van de Imperial British East Africa Company en de oprichting van een Brits protectoraat in Oeganda. Onder de Britse regering kon het anglicanisme zich vrijelijk te verspreiden.
In 1893 werd de eerste inheemse geestelijke gewijd en in 1897 werd het bisdom Oeganda opgericht. Daarna maakte de kerk een sterke groei door. In 1961 werd Oeganda samen met Rwanda en Burundi een anglicaanse kerkprovincie. Tijdens de dictatuur van generaal Idi Amin verzette de Oegandese kerk zich actief tegen de regering, wat leidde tot de dood van de aartsbisschop in 1977. In mei 1980 werden de landen Rwanda en Burundi onafhankelijke kerkprovincies en sindsdien bestaat de kerkprovincie Oeganda alleen uit het betreffende land.

## Huidige situatie
De kerkprovincie Oeganda bestaat uit 37 bisdommen. Aan het hoofd van de kerk staat de aartsbisschop van Oeganda, sinds 2020 Stephen Kaziimba. De zetel van de aartsbisschop is de Sint-Pauluskathedraal (Namirembe) in Kampala. In 2014 behoorde 32% van de bevolking (2002: 36,7%), ongeveer 11 miljoen personen, tot de anglicaanse kerk in Oeganda.
De Anglicaanse Kerk van Oeganda is partner van onder meer het Global Fellowship of Confessing Anglicans en de Interreligieuze Raad van Oeganda.